# Liev Tolstói
Lev Nikoláievitch Tolstói, também conhecido em português como Liev, Leão, Leo ou Leon Tolstói (em russo:  Лев Николаевич Толстой; [lʲef nʲɪkɐˈlaɪvʲɪtɕ tɐlˈstoj] (escutarⓘ); Governorado de Tula, 9 de setembro de 1828 – Astapovo, 20 de novembro de 1910), foi um escritor russo, amplamente reconhecido como um dos maiores de todos os tempos.
Nascido em 1828, em uma família aristocrática, Tolstói é conhecido pelos romances Guerra e Paz (1869) e Anna Karenina (1877), muitas vezes citados como verdadeiros pináculos da ficção realista. Ele alcançou aclamação literária ainda jovem, primeiramente com sua trilogia semiautobiográfica, Infância, Adolescência e Juventude (1852-1856) e por suas Crônicas de Sebastopol (1855), obra que teve como base suas experiências na Guerra da Crimeia. A ficção de Tolstói inclui dezenas de histórias curtas e várias novelas como A Morte de Ivan Ilitch (1886), Felicidade Conjugal (1859), "Guerra e Paz" (1869) e Hadji Murad (1912). Ele também escreveu algumas peças e diversos ensaios filosóficos.
Durante a década de 1870, Tolstói experimentou uma profunda crise moral, seguida do que ele considerou um despertar espiritual igualmente profundo, conforme descrito em seu trabalho não-ficcional A Confissão (1882). Sua interpretação literal dos ensinamentos éticos de Jesus, centrada no Sermão da Montanha, fez com que ele se tornasse um fervoroso anarquista cristão e pacifista. As ideias de Tolstói sobre resistência não-violenta, expressadas em obras como O Reino de Deus Está Dentro de Vós (1894), teriam um impacto profundo em figuras centrais do século XX como Ludwig Wittgenstein, William Jennings Bryan e Gandhi. Tolstói também se tornou um defensor dedicado do Georgismo, filosofia econômica de Henry George, incorporada em sua obra intelectual, sobretudo em seu último romance Ressurreição (1899).

## Vida e carreira

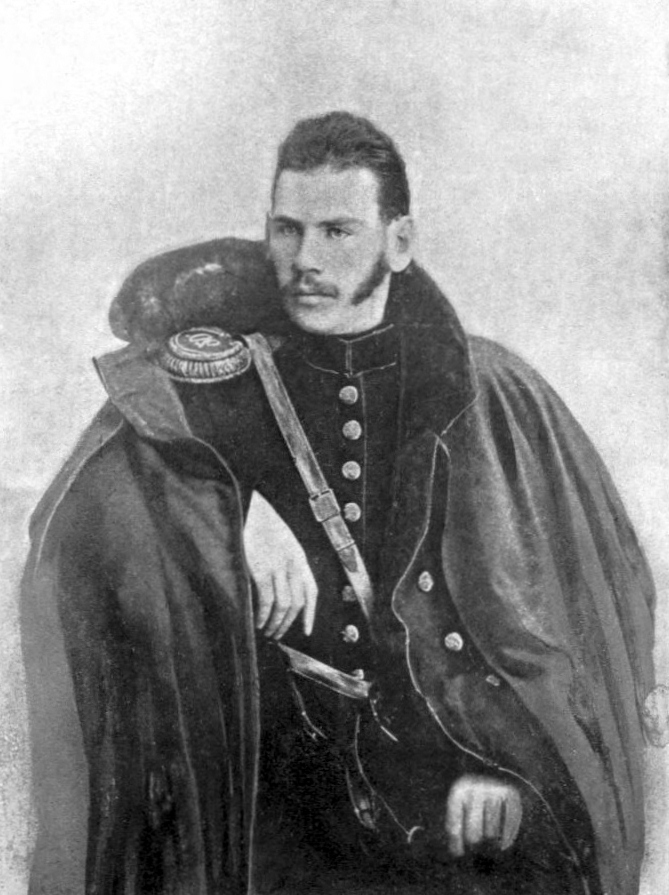
O jovem Tolstói, 1854

Tolstói nasceu em Iasnaia Poliana, uma propriedade familiar localizada a 12 quilômetros do sudoeste de Tula e a 200 km a sul de Moscou. Os Tolstói eram uma família prestigiada pela nobreza da Rússia, pois descendem de um famoso nobre do Império Lituano chamado Indris. Lev foi o quarto dos cinco filhos do Conde Nikolai Ilitch Tolstói, um veterano da Invasão francesa da Rússia, e a Condessa Maria Tolstaia (Volkonskaia). Os pais de Tolstói morreram quando ele era jovem, o que levou ele seus irmãos a serem criados por parentes. Em 1844, os irmãos Tolstói começaram a estudar direito e línguas orientais na Universidade de Cazã. Seus professores o descreveram como "incapaz e sem interesse pelo aprendizado". Tolstói abandonou a Universidade no meio do curso, retornou à Iasnaia Poliana e passou a maior parte de seu tempo em Moscou e São Petersburgo. Em 1851, depois de ter acumulado muitas dívidas, ele e seu irmão mais velho foram para o Cáucaso e juntaram-se ao exército. Foi a partir dessa experiência que ele começou a escrever.
A experiência no exército seguida de duas viagens pela Europa (em 1857 e 1860) foram muito marcantes para Tolstói, transformando-no, definitivamente, em um anarquista pacifista. Outros que seguiram caminhos análogos foram Alexander Herzen, Mikhail Bakunin e Peter Kropotkin. Durante sua primeira viagem pela Europa, Tolstói testemunhou uma execução pública em Paris, experiência que lhe foi traumática. Numa carta enviada ao seu amigo Vasily Botkin, ele escreveu: "A verdade é que o Estado é uma conspiração desenhada não somente para explorar, mas acima de tudo para corromper seus cidadãos... de agora em diante, eu jamais servirei a governo algum e em todo lugar". O conceito de Tolstói de não-violência ou Ahimsa foi reforçado quando ele leu uma tradução alemã dos versos sagrados Tirukkural. Mais tarde, ele sugeriu esse estilo de vida ao jovem Mahatma Gandhi através de sua Carta ao Hindu. Na época Gandhi procurava conselhos de Tolstói por meio de correspondências.
Durante sua segunda viagem pela Europa, Tolstói foi influenciado política e literariamente por Victor Hugo. Essa influência ficou evidente na obra Guerra e Paz (1865), em que Tolstói descreve as batalhas de maneira semelhante à de Os Miseráveis, obra-prima de Hugo. A filosofia política de Tolstói também sofreu influência de uma visita feita em março de 1861 ao libertário Pierre-Joseph Proudhon, que se encontrava exilado em Bruxelas. Tolstói cedeu a Proudhon o título de sua magnum opus à obra La Guerre et la Paix, a qual ajudou a revisar. Sobre a experiência, ele escreveu:
"Proudhon (...) foi o homem que entendeu o significado da educação e da imprensa de nosso tempo".
Entusiasmado com a experiência, ele retornou à Iasnaia Poliana onde fundou 13 escolas para crianças de camponesas que acabavam de ser emancipadas pela reforma de 1861. Tolstói descreveu os princípios educacionais em seu ensaio The School at Yasnaya Polyana (1862). No entanto, suas experiências pedagógicas duraram pouco por conta do assédio imposto pela polícia secreta czarista. Tolstói pode ser considerado o precursor da liberdade na educação escolar, além de ser pioneiro na aplicação teórica da gestão democrática nas escolas.

## Vida pessoal
Em 23 de setembro de 1862, Tolstói se casou com Sophia Andreevna Behrs, filha de um médico da corte. Eles tiveram 13 filhos, oito dos quais chegaram à vida adulta:

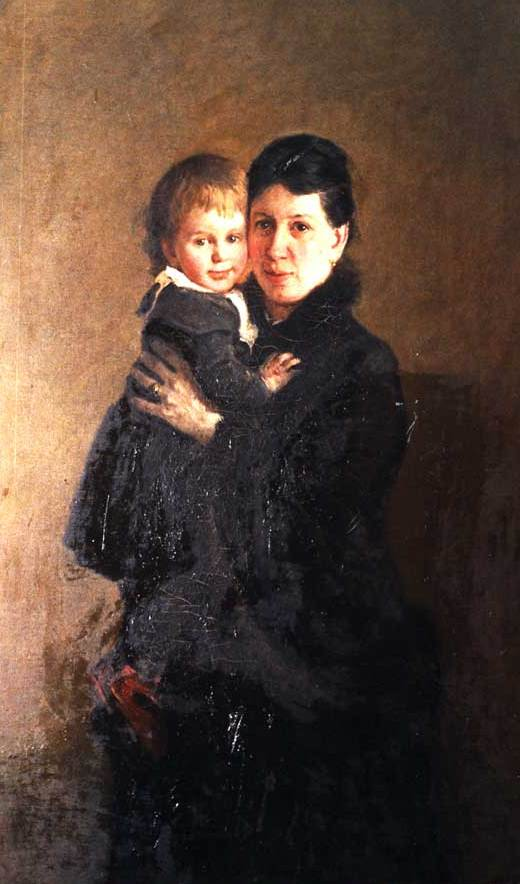
Sophia, esposa de Tolstói, com sua filha Alexandra Tolstaya.

- Conde Serguei Lvovitch Tolstói (10 de julho de 1863 - 23 de dezembro de 1947), compositor e etnomusicologista
- Condessa Tatiana Lvovna Tolstaia (4 de outubro de 1864 - 21 de setembro de 1950), esposa de Mikhail Serguêievitch Sukhotin
- Conde Ilia Lvovitch Tolstói (22 de maio de 1866 - 11 de dezembro de 1933), escritor
- Conde Lev Lvovitch Tolstói (1 de junho de 1869 - 18 de outubro de 1945), escritor e escultor
- Condessa Mariia Lvovna Tolstaia (1871-1906), esposa de Nikolai Leonidovitch Obolenski
- Conde Piotr Lvovitch Tolstói (1872-1873), morreu na infância
- Conde Nikolai Lvovitch Tolstói (1874-1875), morreu na infância
- Condessa Varvara Lvovna Tolstaia (1875-1875) morreu na infância
- Conde Andrei Lvovitch Tolstói (1877-1916), soldado na Guerra Russo-Japonesa
- Conde Mikhail Lvovitch Tolstói (1879-1944)
- Conde Aleksei Lvovitch Tolstói (1881-1886)
- Condessa Aleksandra Lvovna Tolstaya (18 de julho de 1884 - 26 de setembro de 1979)
- Conde Ivan Lvovitch Tolstói (1888-1895)

De início, o casamento com Sophia foi marcado pela intensidade sexual e insensibilidade emocional. Na véspera de seu casamento, Tolstói entregou a sua noiva seu diário pessoal, que detalhava toda sua intensa vida sexual anterior a seu noivado. Os relatos incluíam o fato de ele ter tido um filho com uma de suas empregadas. Ainda assim, o casamento foi afortunado e proporcionou a Tolstói liberdade e estrutura familiar que o ajudaram a escrever as obras Guerra e Paz e Anna Karenina com Sophia atuando como sua secretária pessoal, editora e gerente financeira.
No entanto o casamento foi deteriorando à medida que o estilo de vida e as crenças de Tolstói tornavam-se mais radicais. Por conta de seu estilo de vida, ele rejeitou sua herança, incluindo os direitos autorais de suas obras.
A família Tolstoy deixou a Rússia após a Revolução Russa de 1905. Os descendentes de Lev Tolstói vivem hoje espalhados pela Suécia, Alemanha, Reino Unido, França e Estados Unidos. Entre eles estão a cantora sueca Viktoria Tolstoy e o empresário sueco Christopher Paus.

## Novelas e trabalhos ficcionais

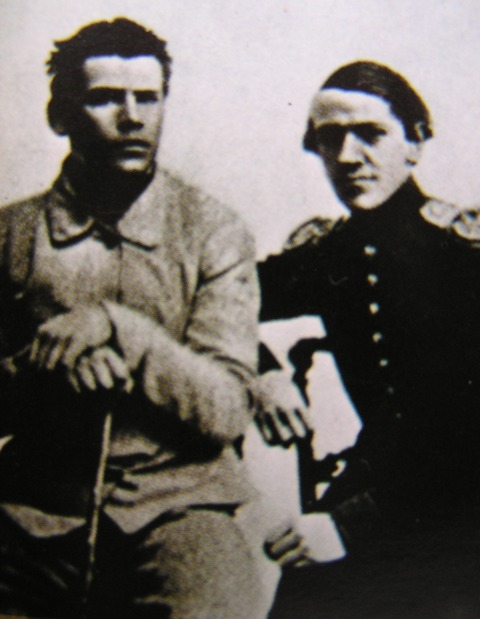
Os irmãos Tolstói (Leo e Nikolai)

Tolstói é um dos gigantes da literatura russa; entre suas obras destacam-se as novelas Guerra e Paz, Anna Karenina, Hadji Murad e A Morte de Ivan Ilitch. Seus contemporâneos prestaram-lhe diversas homenagens. Fiodor Dostoievski o classificou como o maior romancista de sua época. Gustave Flaubert, ao ler uma tradução de Guerra e Paz, exclamou: "Que artista e que psicólogo!" Anton Chekhov, que muitas vezes visitou Tolstói em sua propriedade rural, escreveu: "Quando a literatura possui um Tolstói, torna-se fácil e agradável ser escritor, mesmo quando você sabe que não foi bem sucedido e que continuará fracassando. Isso não soa tão terrível, pois Tolstói já foi bem-sucedido o suficiente por todos nós”. O poeta e crítico britânico Matthew Arnold opinou que "um romance de Tolstói não é uma obra de arte, mas um pedaço de vida".
Críticos e romancistas contemporâneos continuam a desfrutar do legado e da arte de Tolstói. Virginia Woolf o nomeou como "o maior de todos os romancistas". James Joyce observou que: "Ele nunca é maçante, estúpido, cansativo, pedante ou teatral!". Thomas Mann elogiou a arte aparentemente inocente de Tolstói: "Raramente a arte trabalhou tanto quanto a natureza". Tais sentimentos foram compartilhados por Proust, Faulkner e Nabokov. O último empilhou superlativos sobre A Morte de Ivan Ilitch e Anna Karenina; mas questionou, no entanto, a reputação de Guerra e Paz, e criticou duramente A Ressurreição e A Sonata a Kreutzer.
As primeiras obras de Tolstói, as novelas autobiográficas Infância , Meninas e Jovens (1852-1856), narram a história de um filho de um rico proprietário e a sua lenta percepção do abismo social o separava de seus empregados camponeses. Embora mais tarde ele tenha rejeitado essas novelas, classificando-as como sentimental, grande parte da vida de Tolstói é revelada nessas primeiras obras. Elas se mantêm como contos universais relevantes a respeito do tema crescimento.
Tolstói serviu como segundo tenente em um regimento de artilharia durante a Guerra da Crimeia, experiência narrada em Crônicas de Sebastopol. As experiências na batalha ajudaram a fomentar seu pacifismo e lhe deram material para a descrição realística dos horrores da guerra em trabalhos posteriores.
Seu estilo ficcional tenta sempre transmitir de maneira realista a sociedade russa na qual ele viveu; Os cossacos (1863) descreve a vida cossaca por da história de um aristocrata russo apaixonado por uma menina cossaca. Anna Karenina (1877) conta histórias paralelas de uma mulher adúltera presa pelas convenções e falsidades da sociedade adúltera, que sai da casa do marido para viver com o amante, Conde Vronsky, oficial da cavalaria. Tolstói não só exprimiu de suas próprias experiências, mas também criou personagens à sua imagem, tal como Pierre Bezukhov, o Príncipe Andrei de Guerra e Paz, Levin de Anna Karenina e até certo ponto, o príncipe Nekhlyudov de A Ressurreição.
Sua magnum opus Guerra e Paz é majoritariamente reconhecida como a maior obra de literatura do Século XIX e unanimemente a maior obra da literatura russa. Escrita entre 1865 e 1869, a novela narra a história de cinco famílias que lutam durante a invasão da Rússia pelas tropas Napoleônicas. Tolstói criou 580 personagens, algumas históricas, outras ficcionais. A ideia original de Tolstói era investigar as causas da Revolta Dezembrista, a que se refere apenas nos últimos capítulos. A novela acabou explorando, no entanto, a teoria da história de Tolstói e, em particular, a insignificância de indivíduos como Napoleão e Alexandre I da Rússia. Surpreendentemente, Tolstói não considerou Guerra e a Paz uma novela (nem considerava que muitas das grandes ficções russas escritas na época eram romances). Tal visão torna-se menos surpreendente quando levado em conta o fato de que Tolstói era um romancista da escola realista e, portanto, considerava o romance um quadro para o exame de questões sociais e políticas. No entanto, Tolstói passou a considerar Guerra e Paz uma prosa épica, fato que a desqualificou como análise social. Sendo assim, ele considerou Anna Karenina sua primeira novela verdadeira.
Depois de Anna Karenina, Tolstói concentrou-se em temas cristãos, e seus romances posteriores, como A Morte de Ivan Ilitch (1886) e O que deve ser feito? (1899) desenvolvem uma filosofia anarco cristã radical, fato que levou à sua excomunhão da Igreja Ortodoxa Russa em 1901. Por toda a comoção ocasionada em cima de Anna Karenina e Guerra e Paz, Tolstói rejeitou as duas obras mais tarde, classificando-as como “obras que não retratavam a verdade”.
Em sua última novela A Ressurreição (1899), Tolstói expõe a injustiça das leis feitas pelo homem e a hipocrisia da igreja institucionalizada. Tolstói também explora e explica a filosofia econômica do Georgismo, da qual ele se tornou um forte defensor pelo resto de sua vida.

## Filosofia religiosa e política

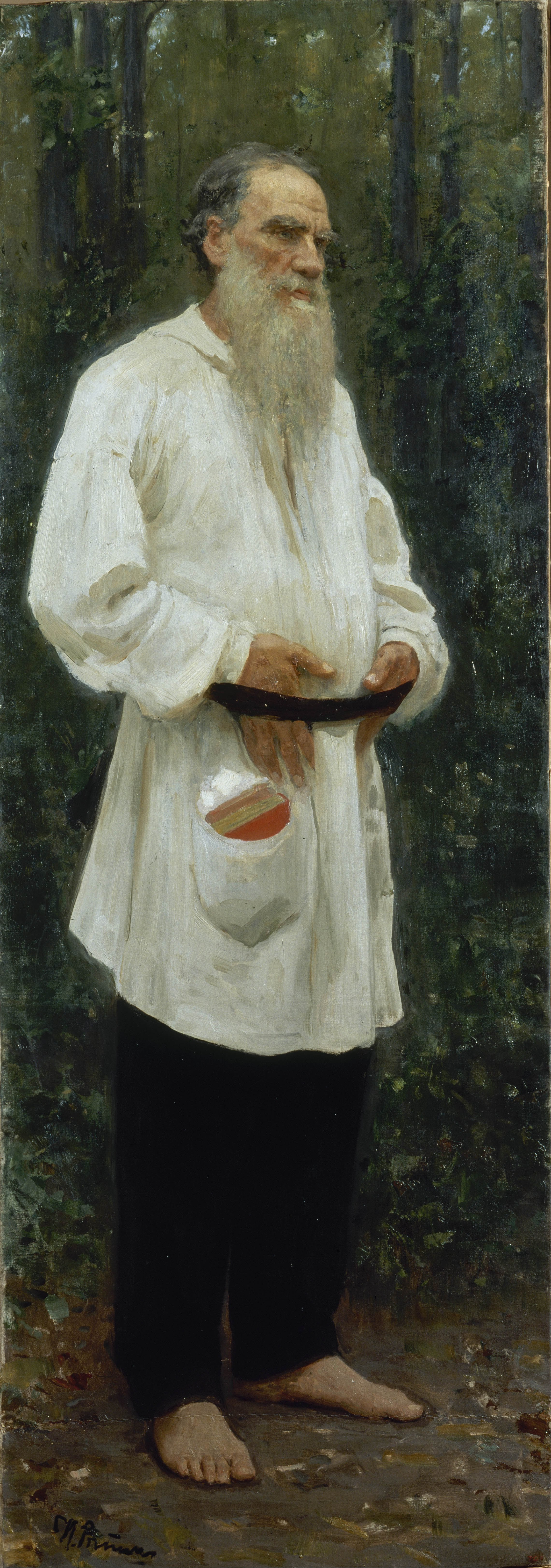
Tolstói vestido com roupas camponesas, por Ilya Repin (1901)

Depois de ler O Mundo como Vontade e Representação de Arthur Schopenhauer, Tolstói converteu-se gradualmente à moral ascética. Para ele, esse seria o caminho espiritual ideal a ser traçado pela alta-classe.
“Estou convencido de que Schopenhauer é o mais genial dos homens. (…) Ao lê-lo não posso compreender como o seu nome pôde permanecer desconhecido. A única explicação possível é a que ele mesmo repete tantas vezes, de que há quase só idiotas no mundo.”
No capítulo VI de A Confissão, Tolstói citou o último parágrafo do trabalho de Schopenhauer. Nele, Schopenhauer explica como o nada que resulta da completa "negação de si mesmo" é apenas um nada relativo, e, portanto, não deve ser temido. O romancista ficou impressionado com a descrição da renúncia ascética cristã, budista e hindu como o caminho da santidade. Depois de ler essas passagens, que são abundantes nos capítulos éticos de Schopenhauer, o nobre russo escolheu a pobreza e a negação formal da vontade:
“Já encontramos um caminho para o ascetismo, ou negação do querer propriamente dito, entendendo eu por tal expressão precisamente aquilo que o Evangelho chama renunciar a si mesmo e levar a própria cruz (Mateus XVI). Tal caminho se acentuou sempre mais e deu origem aos penitentes, aos anacoretas e ao estado monacal, que, puro e santo primeiro, e, portanto, fora de proporção com a natureza da maior parte dos homens, não podia conduzir senão à hipocrisia e à abominação, porque abusus optimi, pessimus (torna-se péssimo o abuso do ótimo). Desenvolvendo-se o cristianismo, vemos este embrião ascético germinar e atingir o florescimento nos escritos dos santos e dos místicos cristãos. Estes, além do mais puro amor, pregam a resignação absoluta, a pobreza voluntária, a verdadeira calma, a completa indiferença pelas coisas da terra, o dever de morrer para a vontade e de renascer em Deus, o olvido total da própria pessoa para a absorção na contemplação do Senhor.”
"Assim, Sidarta Gautama nasceu um príncipe, mas voluntariamente passou a viver como mendigo; e Francisco de Assis, o fundador das ordens mendicantes que, foi criado numa redoma, e poderia escolher dentre qualquer filha de qualquer nobre. No entanto, quando lhe fora perguntado 'Agora, Francisco, você não vai fazer sua escolha agora dessas beldades?' ele: 'Eu fiz uma escolha muito mais bonita!' 'Qual?' 'La povertà (a pobreza)': depois disso ele abandonou tudo e perambulou pela terra como um mendicante."
Em 1884, Tolstói escreveu o livro No que eu acredito, no qual confessou abertamente suas crenças cristãs. Ele afirmou sua crença nos ensinamentos de Jesus Cristo e foi particularmente influenciado pelo Sermão da Montanha. Tolstói interpretou o “Ofereça a outra face” como um mandamento de não-resistência ao mal pela força, configurando, assim, uma doutrina de pacifismo e não-violência. Na obra O Reino de Deus Está Dentro de Vós, ele explica que considerou equivocada a doutrina da Igreja pois, em sua visão, eles corromperam os ensinamentos de Cristo. Tolstói também recebeu cartas de quakers americanos que compartilhavam pensamentos de outros pacifistas americanos, tal como George Fox e William Penn. Tolstói achava que o pacifismo era uma obrigação cristã. O pacifismo de Tolstói somado a negação de qualquer Estado fizeram Tolstói ser considerado um anarquista.
Mais tarde, várias versões da "Bíblia de Tolstói" foram publicadas, indicando as passagens que Tolstói confiava mais, sobretudo, àquelas que transcreviam as palavras do próprio Jesus.

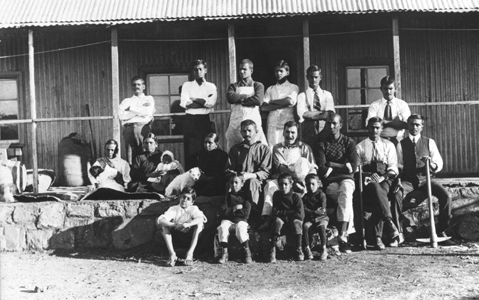
Mohandas K. Gandhi e outros residentes da "Fazenda Tolstói", África do Sul, 1910

Tolstói acreditava que um verdadeiro cristão poderia encontrar a felicidade duradoura esforçando-se para atingir a autoperfeição interior, seguindo o mandamento de amar o próximo e a Deus. Ele privilegia a busca pessoal em detrimento da Igreja ou do Estado. Sua crença na não-resistência quando enfrentada pelo conflito é outro fundamento baseado nos ensinamentos de Cristo. Ao influenciar diretamente Mahatma Gandhi com essa ideia através de sua obra O Reino de Deus Está Dentro de Vós, a influência de Tolstói sobre o movimento de resistência não-violenta ressoa até os dias atuais. Ele acreditava que a aristocracia era um fardo para os pobres e que a única solução para o problema social estaria no anarquismo.
Ele também se opôs à propriedade privada e à propriedade de terra, bem como à instituição do casamento e valorizou os ideais de castidade e abstinência sexual. Essas ideais foram colocadas em prática pelo jovem Gandhi.
Tolstói teve uma profunda influência no desenvolvimento do pensamento anarquista cristão. Os Tolstoianos surgiram como um pequeno grupo anarquista, criado por Vladimir Chertkov, para difundir os ensinamentos religiosos de Tolstói. O filósofo Peter Kropotkin escreveu no artigo sobre o anarquismo na Enciclopédia Britânica de 1911:
Sem nomear-se anarquista, Leo Tolstói, assim como seus predecessores dos movimentos religiosos populares dos séculos XV e XVI, Chojecki, Denk, optou pela posição anarquista no que diz respeito aos direitos de propriedade em face ao Estado, deduzindo suas conclusões do espírito geral dos ensinamentos do Cristo. Com todo o poder de seu talento, ele fez (especialmente em O Reino de Deus Está em Vós) uma crítica poderosa à igreja, ao estado e às leis, e especialmente às leis de propriedade. Ele descreveu o estado como a dominação dos ímpios, apoiados em uma força brutal. Os ladrões, diz ele, são muito menos perigosos do que um governo bem-organizado. Ele fez uma crítica aos benefícios conferidos aos homens pela igreja, pelo Estado e pela distribuição da propriedade e, a partir dos ensinamentos do Cristo, ele formulou a regra da não-resistência bem como a condenação absoluta de todas as guerras. Seus argumentos religiosos são, contudo, tão bem combinados com argumentos observados a partir dos males de sua época, que o anarquismo de suas obras atrai a atenção tanto o leitor religioso quanto o leitor não-religioso.

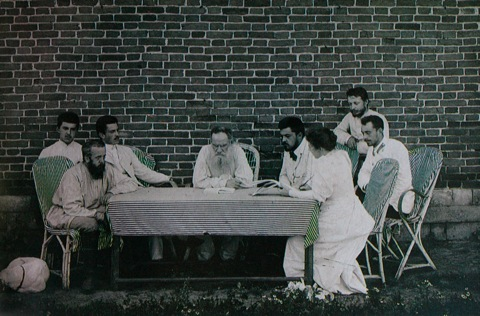
Tolstói fornecendo alívio durante períodos de fome, Samara, 1891

Durante o Levante dos Boxers na China, Tolstói apoiou os Boxers. Ele fez duras críticas às atrocidades cometidas pela Aliança das Oito Nações, composta de 20 mil soldados russos, americanos, britânicos, franceses, japoneses, alemães, do Império Austro-Húngaro e italianos. Quando soube dos estupros, saques e excessos cometidos pela tropa que foi enviada para ocupar a sede imperial, Tolstói acusou os monarcas Nicolau II da Rússia e Guilherme II da Alemanha como responsáveis diretos pelas atrocidades. Durante essa época, Tolstói correspondeu-se com o intelectual chinês Gu Hongminge e o aconselhou para que China permanecesse uma nação agrária, advertindo-o contra as reformas, como as implementadas pelo Japão.
A intervenção russo-americana no Levante dos Boxers foi denunciada por Tolstói, bem como os conflitos nas Filipinas pela América. Ele usou palavras terríveis para descrever a injustiça e crueldade impostas pela intervenção czarista. Durante essa época, aproximou-se das obras de Confúcio e Lao Tsé. Ele escreveu uma epístola para o povo Chinês como parte da crítica à guerra organizada por intelectuais russos. As operações russas na China capitaneadas por Nicolau II foram descritas por ele em uma carta aberta em 1902. Gu Hongming, junto de Tolstói, também se opôs à Reforma dos Cem Dias de Kang Youwei. A ideologia da não-violência modificou o pensamento sociedade chinesa, influenciando nos estudos futuros do socialismo do país.
Tolstói reiterou as críticas anarquistas ao Estado em centenas de ensaios escritos nos últimos 20 anos de sua vida. Ele recomendou livros de Kropotkin e Proudhon aos seus leitores, ao passo que condenou as propagandas pelos atos, de origem anarquista. No ensaio de 1900, Sobre o Anarquismo, ele escreveu; "Os anarquistas estão certos em tudo, na negação da ordem existente e na afirmação de que, sem autoridade, não poderia haver pior violência do que as impostas pelas autoridades atuais. Contudo eles estão enganados se pensam que a anarquia pode ser instituída por meio de uma revolução. Ele será instituído apenas quando houver mais e mais pessoas que não exigem a proteção do poder governamental.... Deve haver apenas uma revolução permanente – a moral: a regeneração do homem interior ". Apesar de suas discordâncias em relação à violência anarquista, Tolstói circulou publicações proibidas de pensadores anarquistas na Rússia, e revisou o texto de Words of a Rebel, obra de Kropotkin ilegalmente publicada em São Petersburgo no ano de 1906.

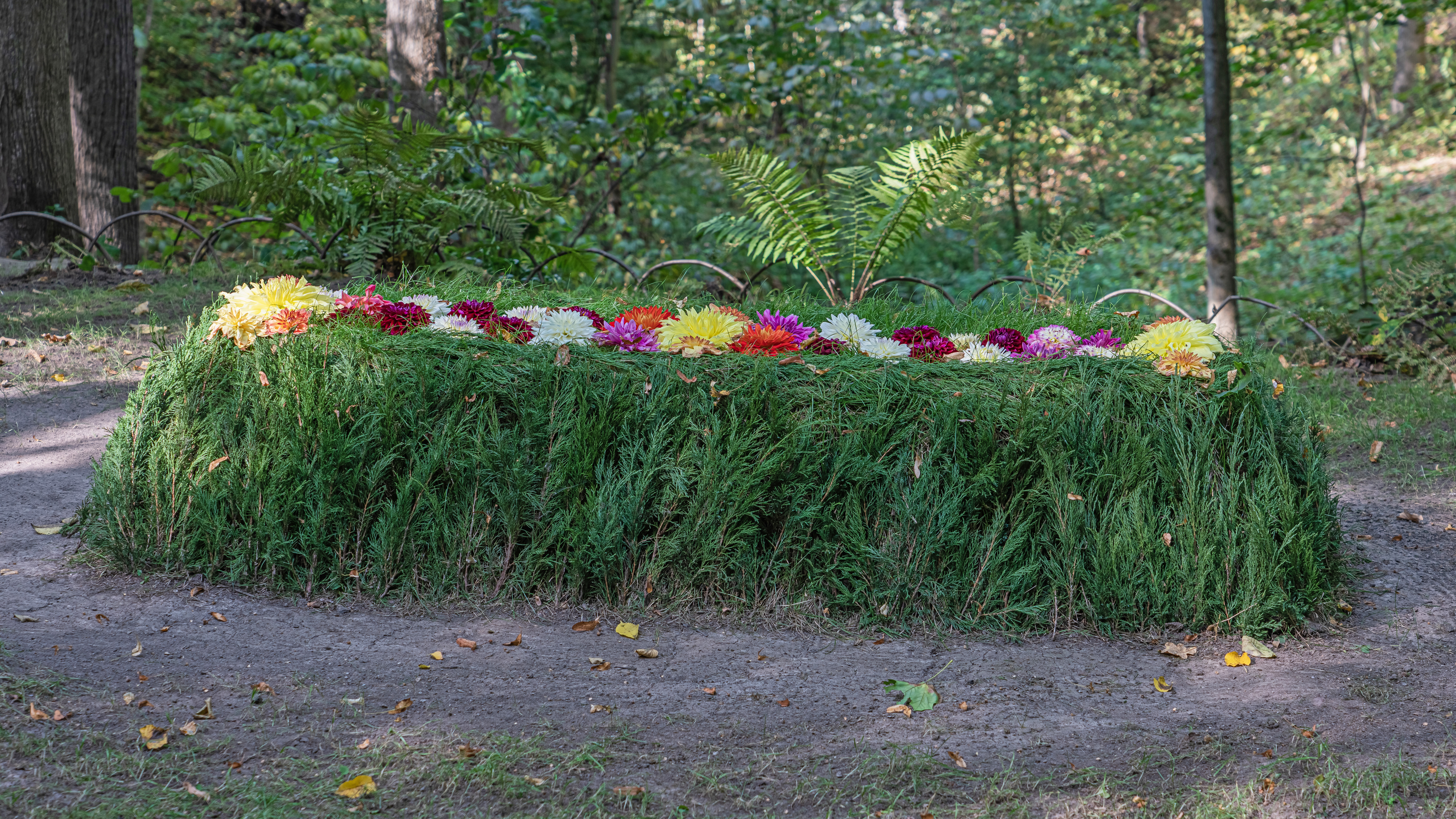
Túmulo de Tolstói coberto por flores, em Iasnaia Poliana

Entusiasmado com o pensamento econômico de Henry George, incorporou-o em obras posteriores como A Ressurreição (1899), livro que o levou a ser excomungado. Em 1908, Tolstói escreveu a Carta ao Hindu, descrevendo sua crença de não-violência como um meio para que a Índia ganhasse a independência do domínio britânico. Em 1909, Gandhi leu uma cópia da carta e tornou-se um ativista. A carta de Tolstói foi impactante para Gandhi, que passou a se corresponder frequentemente com o autor russo. Gandhi apelidou Tolstói de "o maior apóstolo da não-violência que a modernidade produziu". A correspondência entre os dois durou apenas um ano, de outubro de 1909 até a morte de Tolstói, em novembro de 1910. Esse fato levou Gandhi a batizar sua fazenda na África do Sul de “Tolstoy”. Além da resistência não-violenta, Gandhi e Tolstói compartilharam outra crença: o vegetarianismo.
Tolstói também se tornou um grande defensor do movimento esperanto. Tolstói ficou impressionado com as crenças pacifistas dos Doukhobors e denunciou a perseguição imposta a ele à comunidade internacional. Ele ajudou os Doukhobors a migrarem para o Canadá. Em 1904, durante a Guerra Russo-Japonesa, Tolstói condenou a batalha, escrevendo ao sacerdote budista japonês Soyen Shaku em uma tentativa fracassada de conciliação. No final de sua vida, Tolstói passou a se ocupar cada vez mais da teoria econômica e da filosofia social de Henry George, o Georgismo. Ele também escreveu o prefácio da obra Problemas sociais de George. Tolstói e George rejeitavam a propriedade privada em formato agrícola bem como a economia planificada comunista. Alguns autores postulam que esse pensamento incorporado por Tolstói foi um afastamento de suas visões anarquistas, uma vez que o Georgismo exige alguma administração central. No entanto, versões anarquistas do Georgismo também foram propostas desde então. O romance A Ressurreição explora seus pensamentos sobre o Georgismo, sugerindo a possibilidade de estabelecer pequenas comunidades como forma de governança local, além de fazer críticas às instituições estatais.

## Morte

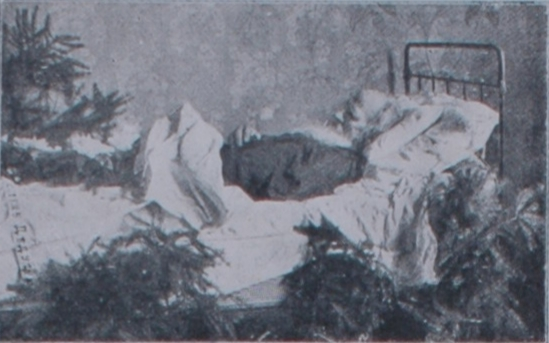
Foto post-mortem de Liev Tolstói sob sua cama, sendo adornado por inúmeras plantas.

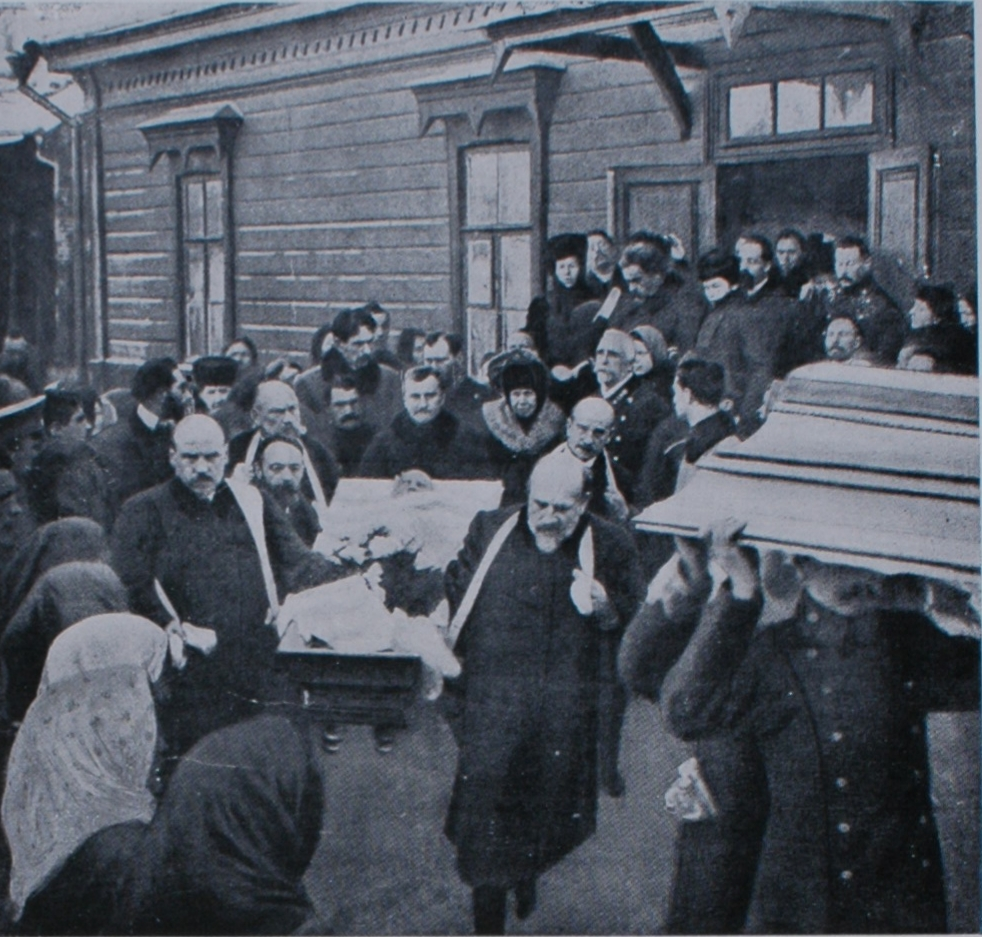
Caixão de Tolstói, ainda aberto, sendo transportado para o cortejo fúnebre.

Tolstói morreu em 1910, aos 82 anos de idade. Antes de morrer, sua família dedicava-se a cuidar de sua saúde diariamente. Nos últimos dias, conversou e escreveu sobre a experiência da morte. Renunciando ao estilo de vida aristocrático, deixou sua casa no meio do inverno daquele ano, às escondidas. Sua partida deu-se por conta das crises de ciúmes de sua esposa Sophia. Ela se opôs abertamente a muitos de seus ensinamentos e, nos últimos anos, parecia invejar a dedicação que o marido demonstrava a seus discípulos.
Tolstói morreu de pneumonia, na estação de trem de Astapovo, depois de um dia inteiro de viagem. O mestre da estação acolheu-o em seu apartamento, e seus médicos pessoais foram chamados para socorrê-lo. Tolstói recebeu injeções de morfina e cânfora. A polícia tentou limitar o acesso a sua procissão de funeral, mas milhares de camponeses reuniram-se nas redondezas, pois pensaram que “algum nobre havia morrido”.
Segundo algumas fontes, Tolstói passou as últimas horas de sua vida pregando o amor, a não-violência e o georgismo aos passageiros do trem.

### Romances e novelas
- Infância (1852)
- Adolescência (1854)
- Juventude (1856)
- Felicidade Conjugal (1859)
- Os cossacos (1863)
- Guerra e Paz (1869)
- Anna Karenina (1877)
- A Morte de Ivan Ilitch (1886)
- A Sonata a Kreutzer (1889)
- O Diabo (1889)
- Ressurreição (1899)
- Falso Cupom (1904)
- Hadji Murat (1904)

### Não-ficcionais
- A Confissão (1879)
- Uma Crítica à Teologia Dogmática (1880)
- Uma Curta Exposição do Evangelho (1881)
- Igreja e Estado (1882)
- No que eu acredito (também traduzido como Minha religião (1884)
- O que é para ser feito? (1886)
- Na vida (1887)
- O amor de Deus e do próprio vizinho (1889)
- Por que os homens se intoxicam? (1890)
- O primeiro passo: no vegetarianismo (1892) [2]
- O Reino de Deus Está Dentro de Vós (1893)
- Não-atividade (1893)
- O significado da recusa do serviço militar (1893)
- Razão e religião (1894)
- Religião e Moralidade (1894)
- Cristianismo e Patriotismo (1894)
- Não-Resistência: carta aberta a Ernest H. Crospy (1896)
- Como ler os evangelhos (1896)
- A Decepção da Igreja (1896)
- Carta aos liberais (1898)
- Ensino Cristão (1898)
- Sobre o Suicídio (1900)
- A escravidão dos nossos tempos (1900)
- Não Matarás (1900)
- Resposta ao Santo Sínodo (1901)
- O Único Caminho (1901)
- Sobre a Tolerância Religiosa (1901)
- O que é religião e qual é a sua essência? (1902)
- Ao clero ortodoxo (1903)
- Pensamentos de homens sábios (compilação, 1904)
- A Única Necessidade (1905)
- The Grate Sin (1905)
- Um Ciclo de Leitura (compilação; 1906)
- Não matarás (1906)
- Ame-se (1906)
- Um apelo à juventude (1907)
- A Lei do Amor e do Direito da Violência (1908)
- A Revolução Inevitável (1909)
- O único comando (1909)
- Um calendário de sabedoria (1909)

### Contos
- A Invasão (1852)
- Crônicas de Sebastopol (1855-1856)
- A Tempestade de Neve (1856)
- A Manhã do Proprietário (1856)
- Lucerne (1857)
- Albert  (1858)
- Três mortes (1859)
- A boneca de porcelana (1863)
- Polikṣshka (1863)
- Deus vê a verdade, mas a espera (1872)
- O Prisioneiro no Cáucaso (1872)
- O caçador de ursos (1872)
- Pelo que os homens vivem? (1881)
- Memórias de um louco (1884)
- Uma faísca não percebida queima a casa (1885)
- "Dois Velhos" (1885)
- Onde o amor está, Deus está (1885)
- Ivan o Tolo (1885)
- Almas do mal (1885)
- Sabedoria das crianças (1885)
- Ilyas (1885)
- Os Três Hermitas (1886)
- Promovendo um Diabo (1886)
- De quanta Terra um homem precisa? (1886)
- O grão (1886)
- Arrependimento (1886)
- O Filho de Deus (1886)
- Croesus e Fé (1886)
- Uma oportunidade perdida (1889)
- Francoise (1892)
- Uma conversa entre pessoas ociosas (1893)
- Ande pela luz enquanto há luz (1893)
- O Café da Surrat (1893)
- Mestre e Homem (1895)
- Caro demais (1897)
- Padre Sergius (1898)
- Esarhaddon, rei da Assíria (1903)
- Trabalho, Morte e Doença (1903)
- Três Perguntas (1903)
- Depois da bola (1903)
- Divino e Humano (1906)
- "Pelo que?" (1906)